# 45e cérémonie des People's Choice Awards
La 45e cérémonie des People's Choice Awards, organisée par Procter & Gamble, ayant eu lieu le 10 novembre 2019 et récompensant les artistes, films, séries et chansons ayant le mieux servi la culture populaire. Elle a été retransmise aux États-Unis pour la deuxième fois par E!.
Les premières nominations ont été annoncées en août 2019 et les dernières le 4 septembre 2019.

## Palmarès
Les lauréats seront indiqués ci-dessous dans chaque catégorie et en caractères gras.

### Cinéma
| Film préféré | Film comique de l'année |
| --- | --- |
| - Avengers: Endgame - Toy Story 4 - Captain Marvel - Fast and Furious: Hobbs and Shaw - Le Roi Lion - John Wick Parabellum - Us - Spider-Man: Far From Home | - Sous un autre jour - Yesterday - Le Coup du siècle - Men in Black International - Séduis-moi si tu peux ! - Little - Good Boys - Murder Mystery |
| Film d'action préféré | Film dramatique de l'année |
| - Avengers: Endgame - Spider-Man: Far From Home - Captain Marvel - John Wick Parabellum - Shazam! - Godzilla 2 : Roi des monstres - X-Men: Dark Phoenix - Fast and Furious: Hobbs and Shaw | - Once Upon a Time… in Hollywood - Rocketman - À deux mètres de toi - Glass - Us - Triple Frontiere - After : Chapitre 1 - Extremely Wicked, Shockingly Evil and Vile |
| Film familial de l'année | Star de film dramatique de l'année |
| - Toy Story 4 - Le roi lion - Aladdin - Comme des bêtes 2 - Dragons 3 : Le Monde caché - La Grande Aventure Lego 2 - Pokémon : Détective Pikachu - Angry Birds : Copains comme cochons | - Taron Egerton - Rocketman - Cole Sprouse - À deux mètres de toi - Zac Efron - Extremely Wicked, Shockingly Evil and Vile - Lupita Nyong'o - Us - Leonardo DiCaprio - Once Upon a Time… in Hollywood - Brad Pitt - Once Upon a Time… in Hollywood - Sarah Paulson - Glass - Samuel L. Jackson - Glass           |
| Star masculine de cinéma de l'année | Star féminine de cinéma de l'année |
| - Robert Downey Jr. - Avengers: Endgame - Chris Hemsworth - Avengers: Endgame - Tom Holland - Spider-Man: Far From Home - Will Smith - Aladdin - Keanu Reeves - John Wick Parabellum - Samuel L. Jackson - Captain Marvel - Dwayne Johnson - Fast and Furious: Hobbs and Shaw - Adam Sandler - Murder Mystery | - Millie Bobby Brown - Godzilla 2 : Roi des monstres - Scarlett Johansson - Avengers: Endgame - Zendaya - Spider-Man: Far From Home - Sophie Turner - X-Men: Dark Phoenix - Jennifer Aniston - Murder Mystery - Brie Larson - Captain Marvel - Lupita Nyong'o - Us - Tessa Thompson - Men in Black International |
| Star de comédie de l'année | Star d'un film d'action de l'année |
| - Ali Wong, Always Be My Maybe - Kevin Hart, Sous un autre jour - Rebel Wilson, Isn't It Romantic - Adam Sandler, Murder Mystery - Liam Hemsworth, Isn't It Romantic - Dwayne Johnson, Une famille sur le ring - Mindy Kaling, Late Night - Noah Centineo, The Perfect Date                                   | - Robert Downey Jr., Avengers: Endgame - Chris Evans, Avengers: Endgame - Tom Holland, Spider-Man: Far From Home - Halle Berry, John Wick Parabellum - Keanu Reeves, John Wick Parabellum - Sophie Turner, X-Men: Dark Phoenix - Brie Larson, Captain Marvel - Dwayne Johnson, Fast and Furious: Hobbs and Shaw  |
| Star de film d'animation | |
| - America Ferrera, Dragons 3 : Le Monde caché - Tom Hanks, Toy Story 4 - Kevin Hart, Comme des bêtes 2 - Beyoncé, Le Roi lion - Ryan Reynolds, Pokémon Détective Pikachu - Chris Pratt, La grande aventure Lego 2 - Tiffany Haddish, Comme des bêtes 2 - Awkwafina, Angry Birds : Copains comme cochons       | |

### Télévision
| Série télévisée de l'année | Série télévisée dramatique de l'année |
| --- | --- |
| - Game of Thrones - WWE Raw - Stranger Things - The Walking Dead - The Big Bang Theory - Riverdale - This Is Us - Grey's Anatomy | - Grey's Anatomy - This Is Us - Chicago Police Department - Game of Thrones - Stranger Things - Big Little Lies - Riverdale - The Walking Dead |
| Série télévisée de comédie de l'année | |
| - The Big Bang Theory - Saturday Night Live - Modern Family - The Good Place - Grown-ish - Veep - Orange Is the New Black - Schitt's Creek | |
| Télé-réalité de l'année | Émission de compétition de l'année |
| - L'Incroyable Famille Kardashian - Love & Hip Hop: Atlanta - The Real Housewives of Atlanta - Les Real Housewives de Beverly Hills - Queer Eye - Bachelor in Paradise - Vanderpump Rules - Jersey Shore : vacances en famille                                                | - American Idol - RuPaul's Drag Race - America's Got Talent - The Masked Singer - The Bachelor - The Voice - The Bachelorette - The Challenge: War of the Worlds |
| Star masculine de série télévisée de l'année | Star féminine de série télévisée de l'année |
| - Kit Harington, Game of Thrones - Cole Sprouse, Riverdale - Norman Reedus, The Walking Dead - Finn Wolfhard, Stranger Things - Jim Parsons, The Big Bang Theory - Milo Ventimiglia, This Is Us - Sterling K. Brown, This Is Us - K.J. Apa, Riverdale                         | - Mandy Moore, This Is Us - Millie Bobby Brown, Stranger Things - Sophie Turner, Game of Thrones - Danai Gurira, The Walking Dead - Camila Mendes, Riverdale - Lili Reinhart, Riverdale - Maisie Williams, Game of Thrones - Reese Witherspoon, Big Little Lies |
| Star de série télévisée dramatique de l'année | Star de série télévisée de comédie de l'année |
| - Zendaya, Euphoria - Norman Reedus, The Walking Dead - Sophie Turner, Game of Thrones - Millie Bobby Brown, Stranger Things - Reese Witherspoon, Big Little Lies - Maisie Williams, Game of Thrones - Lili Reinhart, Riverdale - Sterling K. Brown, This Is Us               | - Leslie Jones, Saturday Night Live - Kristen Bell, The Good Place - Julia Louis-Dreyfus, Veep - Tiffany Haddish, The Last O.G. - Tracee Ellis Ross, Black-ish - Jameela Jamil, The Good Place - Yara Shahidi, Grown-ish - Jim Parsons, The Big Bang Theory |
| Talk-show de jour de l'année | Talk-show de soirée de l'année |
| - The View - Red Table Talk - The Ellen DeGeneres Show - The Wendy Williams Show - Live with Kelly and Ryan - TODAY - Good Morning America - The Real | - The Late Show with Stephen Colbert - The Tonight Show Starring Jimmy Fallon - The Daily Show with Trevor Noah - Jimmy Kimmel Live! - The Late Late Show with James Corden - Full Frontal with Samantha Bee - Last Week Tonight with John Oliver - Watch What Happens Live with Andy Cohen                                                                                 |
| Participant à une émission de compétition de l'année | Star de télé-réalite de l'année |
| - Buddy Valastro, Buddy Vs. Duff - Hannah Brown, The Bachelorette - Kodi Lee, America's Got Talent - T-Pain, The Masked Singer - Colton Underwood, The Bachelor - Tyler Cameron, The Bachelorette - Tyler Oakley, The Amazing Race - Vanessa Vanjie Mateo, RuPaul's Drag Race | - Khloé Kardashian, L'Incroyable Famille Kardashian - Kyle Richards, Les Real Housewives de Beverly Hills - Lisa Vanderpump, Les Real Housewives de Beverly Hills - NeNe Leakes, The Real Housewives of Atlanta - Jonathan Van Ness, Queer Eye - Kandi Burruss, The Real Housewives of Atlanta - Kylie Jenner, L'Incroyable Famille Kardashian - Antoni Porowski, Queer Eye |
| Série digne d'un marathon de 2019 | Série télévisée de science-fiction ou fantastique de l'année |
| - Game of Thrones - Orange Is the New Black - New York, unité spéciale - Umbrella Academy - Queer Eye - Outlander - 13 Reasons Why - Stranger Things | - Stranger Things - Shadowhunters - Les Nouvelles Aventures de Sabrina - Supernatural - Flash - Umbrella Academy - Arrow - Les 100 |

### Musique
| Artiste masculin de l'année | Artiste féminine de l'année |
| --- | --- |
| - Shawn Mendes - Post Malone - Ed Sheeran - Drake - Travis Scott - Khaled - Lil Nas X - Bad Bunny | - Ariana Grande - Taylor Swift - Cardi B - Halsey - Billie Eilish - Miley Cyrus - Camila Cabello - P!nk |
| Groupe de l'année | Chanson de l'année |
| - Jonas Brothers - BTS - 5 Seconds Of Summer - Panic! At The Disco - CNCO - Imagine Dragons - The Chainsmokers - BLACKPINK | - Jonas Brothers, "Sucker" - Ariana Grande, "7 Rings" - Lil Nas X feat. Billy Ray Cyrus, "Old Town Road" - Khaled, "Talk" - Ed Sheeran & Justin Bieber, "I Don't Care" - Sam Smith & Normani, "Dancing with a Stranger" - Billie Eilish, "Bad Guy" - Shawn Mendes & Camila Cabello, "Señorita"                         |
| Album de l'année | Artiste de country de l'année |
| - Ariana Grande, Thank U, Next - Khaled, Free Spirit - Billie Eilish, When We All Fall Asleep, Where Do We Go? - Lizzo, Cuz I Love You - Jonas Brothers, Happiness Begins - Ed Sheeran, No.6 Collaborations Project - Juice Wrld, Death Race for Love - Taylor Swift, Lover | - Luke Combs - Blake Shelton - Carrie Underwood - Luke Bryan - Thomas Rhett - Kane Brown - Kelsea Ballerini - Maren Morris |
| Artiste de musique latine de l'année | Clip vidéo de l'année |
| - Daddy Yankee - Anuel AA - Maluma - Karol G - Bad Bunny - J. Balvin - Natti Natasha - Becky G | - Daddy Yankee & Snow, "Con Calma" - Taylor Swift feat. Brendon Urie of Panic! At The Disco, "ME!" - Blackpink, "Kill This Love" - Ariana Grande, "7 Rings" - Billie Eilish, "Bad Guy" - BTS feat. Halsey, "Boy With Luv" - Sam Smith & Normani, "Dancing with a Stranger" - Shawn Mendes & Camila Cabello, "Señorita" |
| Tournée musicale de l'année | |
| - BTS, Love Yourself, Speak Yourself - Lady Gaga, Enigma - Ariana Grande, Sweetener - P!nk, Beautiful Trauma - Justin Timberlake, Man of the Woods - Jennifer Lopez, It's My Party - Cher, Here We Go Again Tour - Blackpink, BLACKPINK 2019 World                          | |

### Culture populaire
| Personnalité des réseaux sociaux de l'année                                                                                         | Influenceur beauté de l'année |
| --- | --- |
| - Emma Chamberlain - The Dolan Twins - David Dobrik - Rickey Thompson - The Ace Family - Shane Dawson - Liza Koshy - Tana Mongeau   | - Bretman Rock - James Charles - Nikita Dragun - NikkiTutorials - Nikkie de Jager - Jeffree Star - RCL Beauty - Rachel Levin - Desi Perkins - Jackie Aina |
| Célébrité sur les réseaux sociaux de l'année                                                                                        | Animal célèbre de l'année |
| - Ariana Grande - Taylor Swift - Ellen DeGeneres - Miley Cyrus - Kim Kardashian - Cardi B - Shawn Mendes - Justin Bieber            | - Jiffpom - Doug the Pug - Nala Cat - Tuna The Chiweenie - Juniper The Fox - Marutaro - tecuaniventura - Lil BUB |
| Humoriste de l'année | Star du style de l'année |
| - Kevin Hart - Joe Rogan - Gabriel Iglesias, dit "Fluffy" - Trevor Noah - Ken Jeong - Amy Schumer - Colleen Ballinger - Wanda Sykes | - Kim Kardashian - Rihanna - Celine Dion - Lady Gaga - Gigi Hadid - Cardi B - Jennifer Lopez - Harry Styles |
| Sportif de l'année | Podcast de l'année |
| - LeBron James - Megan Rapinoe - Coco Gauff - Drew Brees - Alex Morgan - Stephen Curry - Serena Williams - Simone Biles             | - Getting Curious avec Jonathan Van Ness - Armchair Expert Podcast avec Dax Shepard - Off the Vine avec Kaitlyn Bristowe - Whine Down avec Jana Kramer - Bitch Sesh: A Real Housewives Breakdown avec Casey Wilson et Danielle Schneider - Scrubbing In avec Becca Tilley et Tanya Rad - WTF avec Marc Maron - The Joe Rogan Experience |
| L'Influenceur Pop Culture Francophone de l'année                                                                                    | |
| - Lufy - Bastos with love - Cyril Schreiner - Emma CakeCup - Juste Zoé - Léa Elui - Léna Situations - Romy                          | |